# Wikstroemia retusa
Wikstroemia retusa är en tibastväxtart som beskrevs av Asa Gray. Wikstroemia retusa ingår i släktet Wikstroemia och familjen tibastväxter. Inga underarter finns listade i Catalogue of Life.